# Fredrik Stillman
Fredrik Stillman (né le 22 août 1966 à Jönköping en Suède) est un joueur professionnel suédois de hockey sur glace devenu entraîneur puis dirigeant. Il évolue au poste de défenseur.

## Biographie

### Carrière en club
Il débute en senior avec son club formateur du HV71 dans la Division 1 en 1982. L'équipe accède à l'Elitserien en 1985. Elle remporte le Trophée Le Mat 1995. Il évolue en Allemagne, à Berlin, en 1995-1996 puis en 1999-2000. Il met un terme à sa carrière de joueur en 2001. Son numéro 14 est retiré par le HV71 en même temps que le numéro 15 de Stefan Örnskog le 26 décembre 2001.

### Carrière internationale
Il représente la Suède au niveau international. Il a pris part aux sélections jeunes. Il est champion du monde en 1991 et 1992, médaillé d'argent en 1993 et 1995 et de bronze en 1994. Il participe aux Jeux olympiques de 1992 et 1994 où la Suède décroche la médaille d'or.

## Statistiques

### En club
| Saison    | Équipe          | Ligue      |    | Saison régulière | Saison régulière | Saison régulière | Saison régulière | Saison régulière |   | Séries éliminatoires | Séries éliminatoires | Séries éliminatoires | Séries éliminatoires | Séries éliminatoires |
| Saison    | Équipe          | Ligue      | PJ | B                | A                | Pts              | Pun              | PJ               | B | A                    | Pts                  | Pun                  |                      |                      |
| 1982-1983 | HV71            | Division 1 | 2  | 0                | 1                | 1                | 2                | -                | - | -                    | -                    | -                    |                      |                      |
| 1983-1984 | HV71            | Division 1 | 27 | 5                | 6                | 11               | 16               | -                | - | -                    | -                    | -                    |                      |                      |
| 1984-1985 | HV71            | Division 1 | 22 | 8                | 12               | 20               | 28               | -                | - | -                    | -                    | -                    |                      |                      |
| 1985-1986 | HV71            | Elitserien | 32 | 5                | 8                | 13               | 6                | -                | - | -                    | -                    | -                    |                      |                      |
| 1986-1987 | HV71            | Elitserien | 36 | 0                | 7                | 7                | 18               | -                | - | -                    | -                    | -                    |                      |                      |
| 1987-1988 | HV71            | Elitserien | 35 | 7                | 5                | 12               | 28               | -                | - | -                    | -                    | -                    |                      |                      |
| 1988-1989 | HV71            | Elitserien | 40 | 5                | 8                | 13               | 12               | 2                | 0 | 0                    | 0                    | 0                    |                      |                      |
| 1989-1990 | HV71            | Elitserien | 40 | 6                | 9                | 15               | 24               | 3                | 0 | 0                    | 0                    | 2                    |                      |                      |
| 1990-1991 | HV71            | Elitserien | 39 | 7                | 17               | 24               | 34               | 2                | 1 | 1                    | 2                    | 0                    |                      |                      |
| 1991-1992 | HV71            | Elitserien | 39 | 8                | 11               | 19               | 38               | 3                | 1 | 2                    | 3                    | 4                    |                      |                      |
| 1992-1993 | HV71            | Elitserien | 40 | 6                | 22               | 28               | 36               | -                | - | -                    | -                    | -                    |                      |                      |
| 1993-1994 | HV71            | Elitserien | 39 | 9                | 12               | 21               | 34               | -                | - | -                    | -                    | -                    |                      |                      |
| 1994-1995 | HV71            | Elitserien | 39 | 9                | 16               | 25               | 47               | 13               | 2 | 5                    | 7                    | 22                   |                      |                      |
| 1995-1996 | BSC Preussen    | DEL        | 50 | 8                | 21               | 29               | 22               | -                | - | -                    | -                    | -                    |                      |                      |
| 1996-1997 | HV71            | Elitserien | 50 | 6                | 31               | 37               | 16               | 5                | 0 | 2                    | 2                    | 8                    |                      |                      |
| 1997-1998 | HV71            | Elitserien | 45 | 5                | 13               | 18               | 22               | 5                | 1 | 2                    | 3                    | 6                    |                      |                      |
| 1998-1999 | HV71            | Elitserien | 50 | 12               | 29               | 41               | 22               | -                | - | -                    | -                    | -                    |                      |                      |
| 1999-2000 | Berlin Capitals | DEL        | 56 | 4                | 16               | 20               | 22               | 7                | 0 | 2                    | 2                    | 6                    |                      |                      |
| 2000-2001 | HV71            | Elitserien | 42 | 7                | 9                | 16               | 18               | -                | - | -                    | -                    | -                    |                      |                      |